# Намск
Намск — посёлок в Корткеросском районе Республики Коми. Административный центр сельского поселения Намск.

## География
Посёлок находится на правом берегу реки Локчим, близ устья реки Нам, на расстоянии примерно 74 км (по прямой) к юго-востоку от села Корткерос, административного центра района.

### Часовой пояс
Посёлок Намск, как и вся Республика Коми, находится в часовой зоне МСК (московское время). Смещение применяемого времени относительно UTC составляет +3:00.

## История
Возник в 1930-х годах как лагпункт Локчимлага, упоминался с 1936 года. С 1956 года — посёлок лесозаготовителей. Долгое время являлся центром Лопыдинского сельсовета.

## Население
| 2010 |
| ---- |
| 419  |

### Национальный состав
Согласно результатам переписи 2002 года, в национальной структуре населения русские составляли 49 % из 502 чел., коми — 29 %.